# Kent Bazemore
Kenneth Lamont Bazemore jr., detto Kent (Kelford, 1º luglio 1989), è un cestista statunitense, professionista nella NBA.

## Statistiche
| † | Denota le stagioni in cui ha vinto il titolo |

### NCAA
| Anno       | Squadra      | PG  | PT  | MP   | TC%  | 3P%  | TL%  | RP  | AP  | PRP | SP  | PP   |
| ---------- | ------------ | --- | --- | ---- | ---- | ---- | ---- | --- | --- | --- | --- | ---- |
| 2008-2009† | ODU Monarchs | 35  | 9   | 16,3 | 43,3 | 26,5 | 42,9 | 3,1 | 1,5 | 0,9 | 0,2 | 4,5  |
| 2009-2010  | ODU Monarchs | 36  | 29  | 26,7 | 48,6 | 30,0 | 48,6 | 4,2 | 3,4 | 1,9 | 0,5 | 8,4  |
| 2010-2011  | ODU Monarchs | 34  | 32  | 30,7 | 48,1 | 40,8 | 66,2 | 5,1 | 2,9 | 2,2 | 0,9 | 12,3 |
| 2011-2012  | ODU Monarchs | 35  | 32  | 31,5 | 40,7 | 32,1 | 63,2 | 6,1 | 3,1 | 2,1 | 0,3 | 15,4 |
| Carriera   | Carriera     | 140 | 102 | 26,3 | 44,7 | 33,4 | 58,1 | 4,6 | 2,7 | 1,8 | 0,5 | 10,1 |

#### Massimi in carriera
- Massimo di punti: 37 vs Drexel (25 febbraio 2012)[1]
- Massimo di rimbalzi: 12 (3 volte)
- Massimo di assist: 11 vs Northeastern (5 gennaio 2011)
- Massimo di palle rubate: 7 vs South Florida (19 novembre 2011)
- Massimo di stoppate: 3 (4 volte)
- Massimo di minuti giocati: 41 vs Georgia State (22 febbraio 2012)

### NBA

#### Regular season
| Anno      | Squadra             | PG  | PT  | MP   | TC%  | 3P%  | TL%  | RP  | AP  | PRP | SP  | PP   |
| --------- | ------------------- | --- | --- | ---- | ---- | ---- | ---- | --- | --- | --- | --- | ---- |
| 2012-2013 | G.S. Warriors       | 61  | 0   | 4,4  | 37,1 | 29,4 | 61,4 | 0,4 | 0,4 | 0,3 | 0,1 | 2,0  |
| 2013-2014 | G.S. Warriors       | 44  | 0   | 6,1  | 37,1 | 25,6 | 52,8 | 0,9 | 0,5 | 0,3 | 0,1 | 2,3  |
| 2013-2014 | L.A. Lakers         | 23  | 15  | 28,0 | 45,1 | 37,1 | 64,4 | 3,3 | 3,1 | 1,3 | 0,3 | 13,1 |
| 2014-2015 | Atlanta Hawks       | 75  | 10  | 17,7 | 42,6 | 36,4 | 60,0 | 3,0 | 1,0 | 0,7 | 0,4 | 5,2  |
| 2015-2016 | Atlanta Hawks       | 75  | 68  | 27,8 | 44,1 | 35,7 | 81,5 | 5,1 | 2,3 | 1,3 | 0,5 | 11,6 |
| 2016-2017 | Atlanta Hawks       | 73  | 64  | 26,9 | 40,9 | 34,6 | 70,8 | 3,2 | 2,4 | 1,2 | 0,7 | 11,0 |
| 2017-2018 | Atlanta Hawks       | 65  | 65  | 27,5 | 42,0 | 39,4 | 79,6 | 3,8 | 3,5 | 1,5 | 0,7 | 12,9 |
| 2018-2019 | Atlanta Hawks       | 67  | 35  | 24,5 | 40,2 | 32,0 | 72,6 | 3,9 | 2,3 | 1,3 | 0,6 | 11,6 |
| 2019-2020 | Portland T. Blazers | 43  | 21  | 25,8 | 34,7 | 32,7 | 80,6 | 4,0 | 1,4 | 1,0 | 0,7 | 7,9  |
| 2019-2020 | Sacramento Kings    | 25  | 0   | 23,1 | 41,8 | 38,4 | 73,3 | 4,9 | 1,3 | 1,2 | 0,4 | 10,3 |
| 2020-2021 | G.S. Warriors       | 67  | 18  | 19,9 | 44,9 | 40,8 | 69,2 | 3,4 | 1,6 | 1,0 | 0,5 | 7,2  |
| 2021-2022 | L.A. Lakers         | 39  | 14  | 14,0 | 32,4 | 36,3 | 76,5 | 1,8 | 0,9 | 0,6 | 0,2 | 3,4  |
| Carriera  | Carriera            | 657 | 310 | 20,6 | 41,3 | 35,6 | 72,4 | 3,2 | 1,8 | 1,0 | 0,5 | 8,2  |

#### Play-off
| Anno     | Squadra       | PG | PT | MP   | TC%  | 3P%  | TL%  | RP  | AP  | PRP | SP  | PP   |
| -------- | ------------- | -- | -- | ---- | ---- | ---- | ---- | --- | --- | --- | --- | ---- |
| 2013     | G.S. Warriors | 9  | 0  | 1,8  | 12,5 | 0,0  | 0,0  | 0,6 | 0,2 | 0,1 | 0,0 | 0,2  |
| 2015     | Atlanta Hawks | 16 | 2  | 18,9 | 42,3 | 21,4 | 67,7 | 3,3 | 0,8 | 0,7 | 0,6 | 5,4  |
| 2016     | Atlanta Hawks | 10 | 10 | 32,5 | 36,4 | 26,2 | 68,2 | 6,6 | 1,9 | 1,4 | 0,6 | 11,9 |
| 2017     | Atlanta Hawks | 6  | 0  | 25,0 | 39,6 | 29,2 | 71,4 | 3,8 | 3,3 | 0,7 | 0,8 | 9,8  |
| Carriera | Carriera      | 41 | 12 | 19,4 | 37,9 | 25,4 | 64,8 | 3,6 | 1,3 | 0,7 | 0,5 | 6,5  |

#### Massimi in carriera
- Massimo di punti: 32 (2 volte)[2]
- Massimo di rimbalzi: 13 vs Orlando Magic (8 febbraio 2016)
- Massimo di assist: 8 (3 volte)
- Massimo di palle rubate: 6 (2 volte)
- Massimo di stoppate: 4 vs Minnesota Timberwolves (21 dicembre 2016)
- Massimo di minuti giocati: 50 vs New York Knicks (29 gennaio 2017)